# 平川武治
平川 武治（ひらかわ たけじ、1945年 - ）は、日本のモード評論家。

## 略歴
1972年渡仏、翌年からロンドン在住。1975年に日本に帰国。建築史を学んだ後に上京し、1977年アパレルに就職したことでファッション業界に入る。1984年に独立。1985年からパリコレクションを見続け、現在もフリーランスでモードの評論をパリと東京で行う。
国内では桑沢デザイン研究所などで講師を務め、1996年以降はアントワープ王立芸術アカデミーファッション学科などで講師や国際審査員を務めた。川久保玲やマルタンマルジェラ等国内外のファッションデザイナーと協業し、大企業の経営企画へのコンサルティングなどを行った。
『ノート-ブログ/ The Le Pli』の創設者で管理人。またYouTube/SNSメディアのMagnet Collectiveのメンバー。

## 評論活動
「ファッションとは自由の産物であり、時代の最表層である。そして、良いクリエーションは良いビジネスを生む」というクリエーション側の視点に立った辛辣な評論を手がける。常に「創造のための発想」「日本のファッションを文化の領域に」をテーマに、時代性とクリエイティビティ、そして社会のリアリティとの関係性を読む。専門誌、一般誌、新聞各紙にてファッション評論を行う。

## 審査委員
- 国際審査委員/ファッション工科大学及び、ファッションコンテスト
- アントワープ王立芸術アカデミーファッション学科 （ベルギー） 1996年~2004年
- アーネム王立芸術大学 （オランダ） 1999年~2003年
- バーゼル工科大学（スイス）2000年~2001年
- ラ・カンブル（ベルギー） 2000年~2003年
- Institut Français de la Mode （フランス） 2003年~2005年
- ベルリン工科大学（ドイツ） 2002年~2003年
- ゲント王立アカデミー （ベルギー） 2004年~2005年
- イエールフェスティバル（南仏） 1997年~3期
- ヴィエナ国立芸術造形大学 2001年~2003年

## 講師
- エスモードジャポン 1983~1990年
- 織田デザイン専門学校 1989~1990年
- 文化服装学院 1989~1990年、同工科専攻課 1999~2001年、講師&先生に向け 1993年
- 目白デザイン専門学校 1997年~2003年
- 福井文化服装学院 1998年~2000年
- 京都造形芸術大学客員教授 2001年~2003年
- 桑沢デザイン研究所 2000年〜
- 女子美術大学 / 京都造形短期大学 / 杉野服飾大学

## 書籍

### 雑誌
- 『SHUKYU Magazine ROOTS ISSUE』液状化するUNIFORMIZMとプロスポーツ（文：平川武治）ASIN 4908177015
- 『BRUTUS』自由をよりどころにするこゝろのプロパガンダあるいは、出会い。[3]

## 出演
- 「A REAL UN REAL AGE 開催・刊行記念トークイベント」ゲスト （2012/12/07）[4]
- 「フィロソフィカル・ファッション」関連プログラム 講演会（2013/11/16）[1]
- 「Le Pli会」ゲスト：中里唯馬（2016/09/02）[5]
- 「ファッションはオワコンか？」菅付雅信 × 西谷真理子 × 平川武治（2017/07/19）[6]
- 「平川武治のMODE-YOSE」（2019/09/1,2,4）[7]